# Steve Wozniak
Stephen Gary „Woz” Wozniak (n. 11 august 1950, San Jose, California, SUA) este un inginer american de origine poloneză, specialist în calculatoare, cunoscut drept cofondator al companiei Apple Computer, Inc. (astăzi Apple Inc.), împreună cu Steve Jobs și Ronald Wayne. Invențiile și mașinile sale au contribuit semnificativ la revoluția calculatoarelor personale din anii 1970. Wozniak a creat în acel deceniu calculatoarele Apple I și Apple II.

## Apple Computer

### Originile Apple
În 1970, Wozniak s-a împrietenit cu Steve Jobs, când Jobs lucra temporar la aceeași firmă la care Wozniak lucra la un calculator mainframe. Conform autobiografiei lui Wozniak, iWoz, Jobs a venit cu ideea de a vinde calculatoare ca PCB-uri complet asamblate. Wozniak, la început sceptic, a fost ulterior convins de Jobs că chiar dacă nu reușesc, cel puțin le pot spune nepoților că au avut propria lor firmă. Împreună, au vândut câteva din bunurile lor personale (cum ar fi calculatorul științific HP al lui Wozniak și duba Volkswagen a lui Jobs), au strâns 1.300 de dolari și au asamblat în camera lui Jobs, și apoi în garajul acestuia (când n-a mai fost loc), primele prototipuri. Apartamentul lui Wozniak din San Jose era plin de monitoare, dispozitive electronice, și jocuri pe calculator dezvoltate de Wozniak, similare cu SuperPong.
Până în 1975, Wozniak s-a retras de la Universitatea California, Berkeley și a inventat calculatorul care avea să-l facă celebru și care avea să fie comparat cu o operă de artă, întrucât hardware-ul, designul plăcii cu circuite și sistemul de operare erau în întregime opera lui Wozniak. Cu designul Apple I, el și Jobs încercau să impresioneze pe alți membri ai Homebrew Computer Club din Palo Alto, un grup de amatori de electronică foarte interesați de calculatoare, unul din mai multele centre-cheie de unde a plecat industria calculatoarelor personale în următorii ani. Spre deosebire de alți concurenți, Apple avea o capabilitate video ușor de obținut care a creat imediat agitație și a atras numeroși amatori.
La 1 aprilie 1976, Jobs și Wozniak au înființat Apple Computer. Wozniak a demisionat de la Hewlett-Packard și a devenit vicepreședinte însărcinat cu cercetarea și dezvoltarea la Apple. Primul produs, calculatorul Apple I, era similar cu Altair 8800, primul calculator personal disponibil pe piață, dar nu permitea introducerea de plăci de extindere. Cu adăugarea acestor plăci, Altair putea fi atașat la un terminal și programat în BASIC. Apple I era o mașină de amatori, cu un microprocessor de 25 de dolari (MOS 6502) pe o placă cu circuit unic și 256 de octeți de ROM, 4 sau 8 KB de RAM și un controller de afișaj pentru 40 de caractere lățime și 24 de rânduri înălțime. Nu avea carcasă, sursă de alimentare, tastatură sau afișaj, acestea trebuiau furnizate de utilizator. Apple I costa 666,66 dolari. (Wozniak a zis apoi că nu știa despre legătura între acest număr și numărul fiarei, și că „l-am ales pentru că îmi plac cifrele care se repetă”. Suma reprezenta 500 de dolari plus încă 33%.) Jobs și Wozniak au vândut primele 50 de calculatoare lui Paul Terrell, care își deschisese un magazin de calculatoare, denumit Byte Shop, în Mountain View, California. Terrell a cumpărat doar placa cu circuite de la Apple I; el s-a ocupat cu furnizarea tastaturii, monitorului, transformatorului, și chiar carcasei în care se punea calculatorul.
Wozniak se putea concentra acum pe repararea deficiențelor lui Apple I și pe adăugarea de noi functionalități. Noul design urma să păstreze cele mai importante caracteristici: simplitatea și utilizabilitatea. Wozniak a introdus grafica de înaltă rezoluție în Apple II. Calculatorul său putea acum să afișeze imagini, și nu doar litere: „am băgat înaltă rezoluție. Erau doar două cipuri. Nu știam dacă oamenii aveau s-o folosească sau nu.” Până în 1978, proiectase și un controller ieftin de unitate de disc. Împreună cu Randy Wigginton, a scris un sistem de operare simplu pentru disc și un sistem de fișiere. Shepardson Microsystems a fost firma căreia i s-a încredințat construcția unei interfețe simple în linie de comandă pentru sistemul de operare a discului.
Pe lângă proiectarea hardware-ului, Wozniak a scris mare parte din software-ul furnizat inițial cu Apple. A scris un interpretor de limbaj de programare, un set de instrucțiuni pentru un procesor virtual pe 16 biți denumit SWEET 16, un joc Breakout (care a fost motivul adăugării funcției de sunet la calculator), codul necesar pentru controlul unității de disc, și altele.
În 1980, Apple a lansat acțiuni în ofertă publică, iar Jobs și Wozniak au devenit multimilionari. Jobs a refuzat, însă, să permită unor angajați de la Apple să primească acțiuni, așa că Wozniak a hotărât să acorde o parte din acțiunile sale restului echipei, fie gratis, fie la un preț mult redus. Această acțiune a fost denumită „The Woz Plan”.

### Accidentul aviatic
În februarie 1981, Steve Wozniak s-a prăbușit cu avionul Beechcraft Bonanza în timp ce decola de la Santa Cruz Sky Park. Ancheta NTSB a arătat că Wozniak nu avea permis de pilotare a avioanelor „high performance” (și deci nu avea dreptul de a pilota acel avion), și „nu era familiarizat cu aparatul”. Cauza prăbușirii a fost decolarea prematură, soldată cu oprirea în aer și ciocnirea cu un mal de 4 metri. Ca urmare a accidentului, a suferit de amnezie retrogradă și de amnezie anterogradă temporară. Nu și-a amintit accidentul și, o vreme, nu a știut nici că a suferit un accident. El nu și-a amintit nici șederea în spital și lucrurile pe care le-a făcut după externare: și-a urmat rutina anterioară (cu excepția zborurilor), dar nu și-a amintit ce s-a întâmplat. Intra în camere și uita de ce și nu-și amintea nici ce zi este. De exemplu, se ducea la serviciu duminica, sau rămânea acasă miercurea, crezând că este weekend. A început să înțeleagă ce se întâmplase din informații primite de la alții. A întrebat-o pe prietena lui, Candice Clark (angajată la Apple de la început, în departamentul de contabilitate), dacă a avut cumva vreun accident. Când i-a povestit evenimentul, memoria pe termen scurt i-a revenit; Wozniak a afirmat că jocurile de pe calculatorul Apple II l-au ajutat să-și recapete amintirile pierdute. Wozniak și Clark s-au logodit în același an.

### Colaborarea la Apple
Wozniak nu a revenit imediat la Apple după recuperarea din accident. El s-a căsătorit cu Clark și a revenit la UC Berkeley sub numele de „Rocky Raccoon Clark” (Rocky era numele câinelui și Clark era numele de fată al soției), terminând facultatea în 1986. În mai 1982 și în 1983, Wozniak a sponsorizat două US Festival-uri de sărbătorire a tehnologiei în plină evoluție; acestea au fost niște expoziții tehnologice combinate cu festivaluri rock.
În 1983 s-a hotărât să revină la dezvoltarea de produse Apple, dar nu mai dorea decât rolul unui inginer care să acționeze ca factor motivant al forței de muncă de la Apple.
Wozniak și-a încheiat definitiv activitatea la Apple la 6 februarie 1987, la 12 ani după înființarea companiei, dar a rămas oficial angajat (și primește un salariu) și continuă să dețină acțiuni. El a păstrat legătura și cu Steve Jobs până la decesul acestuia din urmă în octombrie 2011, deși în 2006 Wozniak spunea că el și Jobs nu sunt prieteni apropiați.